# Eurysquilla foresti
Eurysquilla foresti is een bidsprinkhaankreeftensoort uit de familie van de Eurysquillidae. De wetenschappelijke naam van de soort is voor het eerst geldig gepubliceerd in 1986 door Moosa.